# Brazilian Depositary Receipt
Brazilian Depositary Receipts (BDRs) são certificados de depósito de valores mobiliários emitidos no Brasil que representam valores mobiliários de emissão de companhias abertas com sede no exterior.
Sua emissão deve ser realizada por instituições brasileiras, as chamadas instituições depositárias ou emissoras, que são empresas autorizadas a funcionar pelo Banco Central do Brasil e habilitadas pela Comissão de Valores Mobiliários (CVM) a emitir BDRs. A emissão é lastreada em valores mobiliários custodiados em seu País de origem por instituições custodiantes. Estas são responsáveis por manter os valores mobiliários a que os BDRs se referem em custódia.
- O BDR patrocinado é emitido por uma instituição depositária contratada pela companhia estrangeira emissora dos valores mobiliários e pode ser classificado como Nível I, Nível II ou Nível III.[2]

- O BDR não patrocinado (BDRX) é emitido por uma instituição depositária, sem envolvimento da companhia estrangeira emissora dos valores mobiliários lastro, e só pode ser classificado como Nível I.[2]

|                                               | Nível I - Não Patrocinado | Nível I - Patrocinado | Nível II - Patrocinado | Nível III - Patrocinado |
| --------------------------------------------- | ------------------------- | --------------------- | ---------------------- | ----------------------- |
| Envolvimento da Empresa                       | Não                       | Sim                   | Sim                    | Sim                     |
| Registro na CVM                               | Programa                  | Programa              | Programa e empresa     | Programa e empresa      |
| Oferta pública                                | Não                       | Não                   | Não                    | Sim                     |
| Mercado de negociação                         | Bolsa                     | Bolsa                 | Bolsa                  | Bolsa                   |
| Padrão contábil das demonstrações financeiras | País de origem            | País de origem        | Brasil                 | Brasil                  |

## Lista de empresas DR3
Empresas negociadas na B3, BDR Nível III.
- Agrenco [2]
- Banco Patagonia [2]
- BTG Pactual [2]
- Cosan [2]
- GP Investments [2]
- Laep Investments [2]
- LATAM Airlines Group [2]
- Wilson Sons [2]